# 1964년 동계 올림픽 칠레 선수단
1964년 동계 올림픽 칠레 선수단은 오스트리아 인스브루크에서 개최된 1964년 동계 올림픽에 참가한 올림픽 칠레 선수단이다. 다섯 명의 남자 선수가 한 가지 종목에 출전하였으나 메달 획득에는 실패하였다.

## 알파인 스키
남자
| 선수                | 세부 종목 | 레이스  | 레이스 |
| 선수                | 세부 종목 | 기록    | 순위   |
| 클라우디오 베른리   | 활강      | DSQ     | –      |
| 후안 올츠           | 활강      | 4:51.18 | 77     |
| 에르난 보에르       | 활강      | 2:41.67 | 58     |
| 후안 올츠           | 대회전    | DNF     | –      |
| 프란시스코 코르테스 | 대회전    | 2:22.08 | 66     |
| 클라우디오 베른리   | 대회전    | 2:14.48 | 54     |
| 에르난 보에르       | 대회전    | 2:09.71 | 44     |

남자 회전
| 선수                | 예선    | 예선 | 예선    | 예선 | 결선      | 결선      | 결선      | 결선      | 결선      | 결선      |
| 선수                | 1차     | 순위 | 2차     | 순위 | 1차       | 순위      | 2차       | 순위      | 종합      | 순위      |
| ------------------- | ------- | ---- | ------- | ---- | --------- | --------- | --------- | --------- | --------- | --------- |
| 에르난 보에르       | DNF     | –    | 1:01.95 | 33   | 진출 실패 | 진출 실패 | 진출 실패 | 진출 실패 | 진출 실패 | 진출 실패 |
| 비센테 베라         | 1:14.82 | 73   | DNF     | –    | 진출 실패 | 진출 실패 | 진출 실패 | 진출 실패 | 진출 실패 | 진출 실패 |
| 후안 올츠           | 1:07.56 | 59   | 1:04.38 | 38   | 진출 실패 | 진출 실패 | 진출 실패 | 진출 실패 | 진출 실패 | 진출 실패 |
| 프란시스코 코르테스 | 1:04.43 | 52   | DNF     | –    | 진출 실패 | 진출 실패 | 진출 실패 | 진출 실패 | 진출 실패 | 진출 실패 |

## 참조
- 올림픽 공식 결과 보관됨 2012-02-04 - 웨이백 머신